# Monaco au Concours Eurovision de la chanson 1969
Monaco a participé au Concours Eurovision de la chanson 1969 le 29 mars à Madrid. C'est la 11e participation monégasque au Concours Eurovision de la chanson.
Le pays est représenté par le chanteur Jean-Jacques et la chanson Maman, Maman, sélectionnés en interne par Télé Monte-Carlo.

## Sélection
Le radiodiffuseur monégasque, Télé Monte-Carlo (TMC), choisit l'artiste et la chanson en interne pour représenter Monaco au Concours Eurovision de la chanson 1969.
Lors de cette sélection, c'est la chanson Maman, Maman, interprétée par le chanteur français Jean-Jacques, qui était alors âgé de douze ans, qui fut choisie avec Hervé Roy comme chef d'orchestre.
| Ordre | Artiste      | Chanson      | Langue   |
| ----- | ------------ | ------------ | -------- |
| 1     | Jean-Jacques | Maman, Maman | Français |

## À l'Eurovision
Chaque pays a un jury de dix personnes. Chaque juré attribue un point à sa chanson préférée.

### Points attribués par Monaco
| 3 points | Espagne Luxembourg |
| 2 points | France             |
| 1 point  | Italie Pays-Bas    |

### Points attribués à Monaco
| 10 points | 9 points | 8 points | 7 points                     | 6 points   |
| --------- | -------- | -------- | ---------------------------- | ---------- |
|           |          |          |                              |            |
| 5 points  | 4 points | 3 points | 2 points                     | 1 point    |
|           | - Italie |          | - Espagne - Pays-Bas - Suède | - Belgique |

Jean-Jacques interprète Maman, Maman en 4e position, suivant l'Espagne — l'un des quatre pays lauréats de l'année par la suite — et précédant l'Irlande.
Au terme du vote final, Monaco termine 6e sur les 16 pays participants, ayant reçu 11 points de la part de cinq pays différents,.